# Lainiorivier (klein)
De Lainiorivier (Zweeds: Lainiojoki) is een rivier die stroomt in de Zweedse  gemeente Kiruna. De rivier ontstaat op de westelijke hellingen van de Lainiovaara, een plaatselijke heuvel. Ze stroomt 15,310 kilometer zuidwaarts. Ze mondt daar uit in haar grote broer, de Lainiorivier (Lainio älv).
Afwatering: Lainiorivier (joki) → Lainiorivier (älv) → Torne → Botnische Golf